# Când mă vei întâlni

Când mă vei întâlni este un roman științifico-fantastic de mister scris de Rebecca Stead în anul 2009, la New York. Titlul original în engleză este „When You Reach Me”.